# ESIM

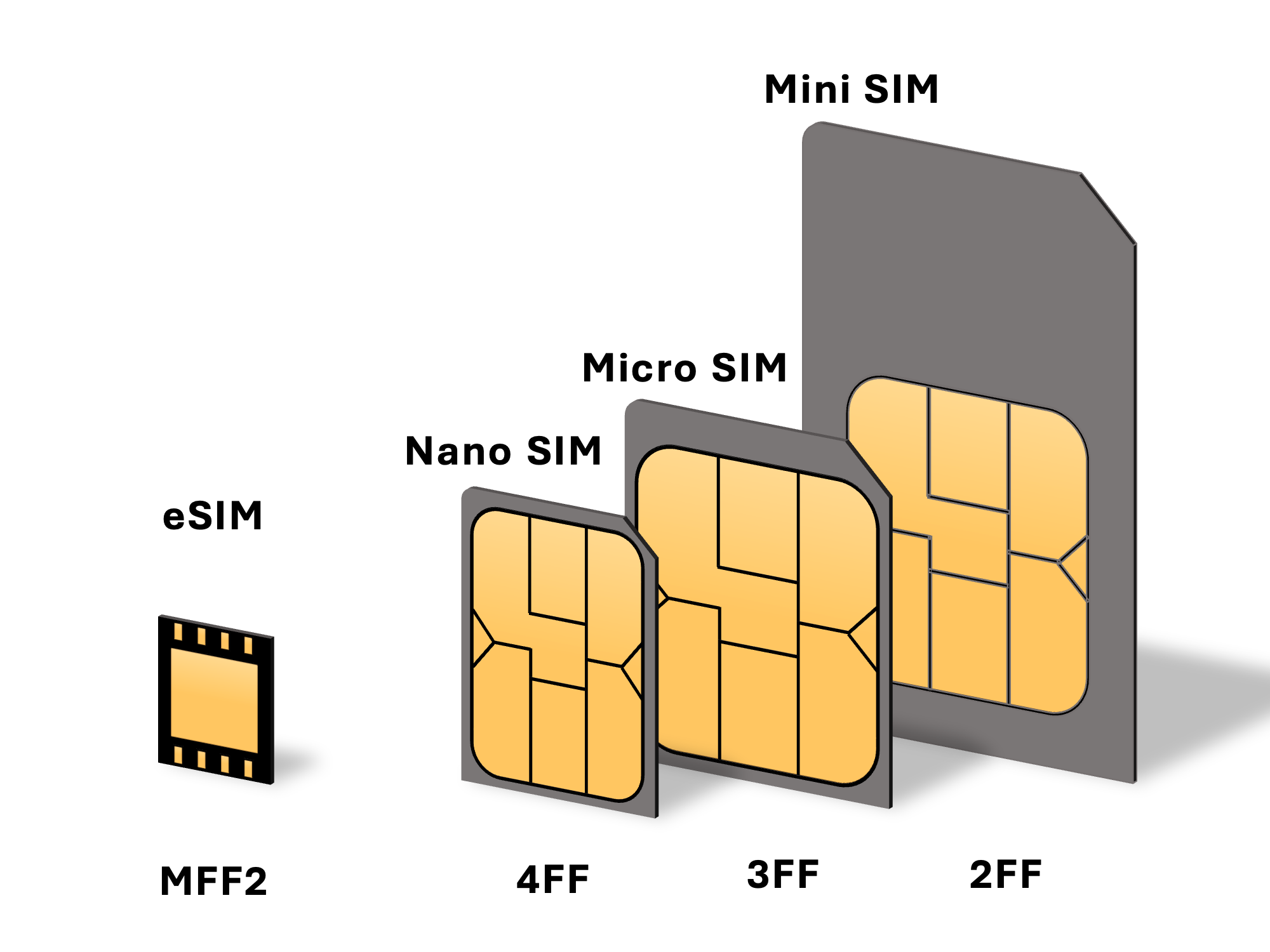
Sự phát triển của các loại thẻ SIM. eSIM không thể tháo rời.

eSIM  là loại SIM điện tử được tích hợp trực tiếp vào thiết bị, thay vì sử dụng thẻ SIM rời như thông thường. eSIM hoạt động dựa trên một con chip được cài đặt sẵn trong thiết bị, cho phép người dùng tải và thay đổi thông tin nhà mạng từ xa. Một số thiết bị có eSIM có thể không cho phép thay đổi thông tin này. eSIM đang dần trở nên phổ biến trên các dòng điện thoại di động hiện đại, tuy nhiên vẫn có nhiều thiết bị chỉ hỗ trợ SIM vật lý hoặc cả hai.